# Roger Fleetwood-Hesketh
Roger Fleetwood Hesketh (28 juillet 1902 - 14 novembre 1987), né Roger Bibby-Hesketh, est un homme politique du Parti conservateur du Royaume-Uni. Il est député de Southport de 1952 à 1959.

## Jeunesse
Il est le premier de six enfants du major Charles Hesketh Fleetwood-Hesketh (1871–1947) et de son épouse Anne Dorothea (Brocklebank) Fleetwood-Hesketh (1877–1940). Sa mère meurt dans le torpillage et le naufrage du paquebot SS City of Benares en septembre 1940.
Hesketh fait ses études au Collège d'Eton et, en 1922, il est nommé dans le duc de Lancaster's Own Yeomanry comme sous-lieutenant. Il fréquente l'université à Christ Church, Oxford, et est appelé au barreau en 1928 au Middle Temple.

## Deuxième Guerre mondiale
Pendant la Seconde Guerre mondiale, en février 1940, alors au grade de major, il est muté à la Royal Artillery de la Yeomanry. En tant que lieutenant-colonel, Fleetwood-Hesketh est membre de l' Ops (B), la section du SHAEF qui aide à planifier l'opération Fortitude, une partie clé de l'opération Bodyguard, couvrant l'invasion alliée de la Normandie en 1944. Il écrit une histoire de son rôle et de l'opération qui est publiée après sa mort.
Après la fin de la guerre, Hesketh est envoyé en Allemagne, aux côtés de son frère, pour fouiller dans les dossiers des services de renseignement allemands et interroger les officiers. Il est ensuite invité à écrire une histoire de la tromperie en Europe occidentale. 
Dans les années 1970, des livres sur la tromperie de la Seconde Guerre mondiale commencent à apparaître. Le livre de 1971 de Sefton Delmer , The Counterfeit Spy, semble avoir été copié du rapport inédit de Hesketh. Noel Wild a fourni à Delmer une copie du rapport. Hesketh est agacé et menace de poursuivre en justice. Cependant, le gouvernement revendique le droit d'auteur de la Couronne sur son rapport et il n'est pas en mesure de le faire. En fin de compte, Delmer ajoute un crédit à la deuxième édition du livre. 
Le rapport de Hesketh est finalement publié à titre posthume en 1999, avec une préface de "Nigel West" (le pseudonyme de Rupert Allason). 

## Carrière politique
Hesketh est haut shérif du Lancashire en 1947 et plus tard lieutenant adjoint du Lancashire de 1950 à 1972. Il reste officier de réserve dans l'armée territoriale, avec le grade honorifique de colonel, jusqu'en 1957. 
En 1948, Hesketh reçoit une Légion américaine du mérite (degré d'officier). En 1970, il est nommé Officier (Division civile) de l'Ordre de l'Empire britannique, à l'époque où il est président du Comité exécutif agricole du Lancashire. 
Il change deux fois de nom: la première fois en 1907, lorsque son père change le nom de famille de Bibby-Hesketh en Fleetwood-Hesketh, et le 10 août 1956, quand il change son nom pour Roger Fleetwood Hesketh.
Dans les années 1960, Hesketh reconstruit la maison familiale de Meols Hall, Southport (il a un intérêt amateur pour l'architecture). Il est décédé en 1987. 